# Slovenská kuchyně
Slovenská kuchyně je specifickým typem kuchyně středoevropské. Ovlivněna byla kuchyní maďarskou, rakouskou či německou. Používá především vepřové a hovězí maso, mouku, brambory, zelí a mléčné výrobky. Mezi nejznámější jídla patří bryndzové halušky, živáňská anebo sýry jako parenica, korbáčik, oštiepok nebo bryndza. Mezi oblíbené nápoje patří žinčica, pivo, borovička, slivovice, ale i víno aj.

## Historie

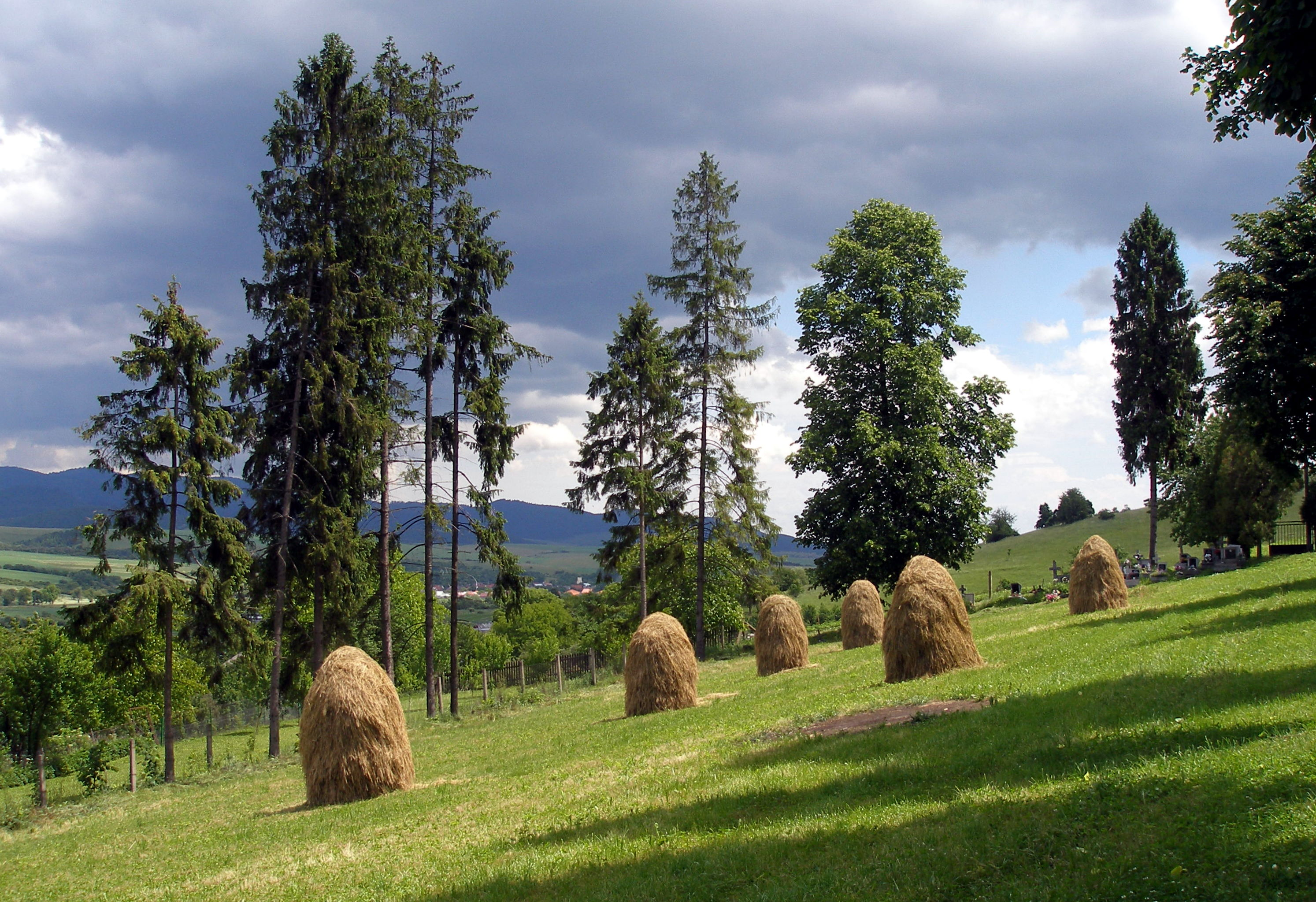
Slovensko má rozličné geografické podmínky, od nížin přes pastviny až po horské nehostinné oblasti

Slovenská kuchyně v severní části území se velmi liší od jižní části. Je to dáno rozdílnými klimatickými podmínkami.
Severoslovenská kuchyně je ovlivněna drsnými klimatickými podmínkami hornatých částí země, které zde panují. Minimálně tříměsíční intenzivní zima je jednou z příčin, proč převažuje v této oblasti uzené maso, brambory, kysané zelí, mléčné výrobky, mouka a luštěniny. Jako základní potravina v zimním období sloužily brambory a čerstvé i kysané mléko. Nepostradatelné kysané zelí krouhané a nakládané ke kvašení během podzimu se přes zimu stávalo velmi cenným zdrojem vitamínu C. Celý rok se jedly sladkovodní ryby, jehněčí maso, uzeniny, divočina anebo houby a lesní ovoce. Tradiční je i chov včel a výroba medu.
Na jihu a nížinách je surovinová základna pestřejší. Oproti severu je nabídka masa bohatší o hovězí, husí, kachní a krutí. V rybnících chovaný kapr se stal na jihu tak jako v Česku klasickým vánočním chodem. Běžné jsou rozličné výrobky z mouky nebo čerstvé i sušené těstoviny. Oproti severu je zde daleko větší dostupnost ovoce a ovocných výrobků, jako jsou džemy nebo sterilizované a sušené ovoce.

## Pokrmy

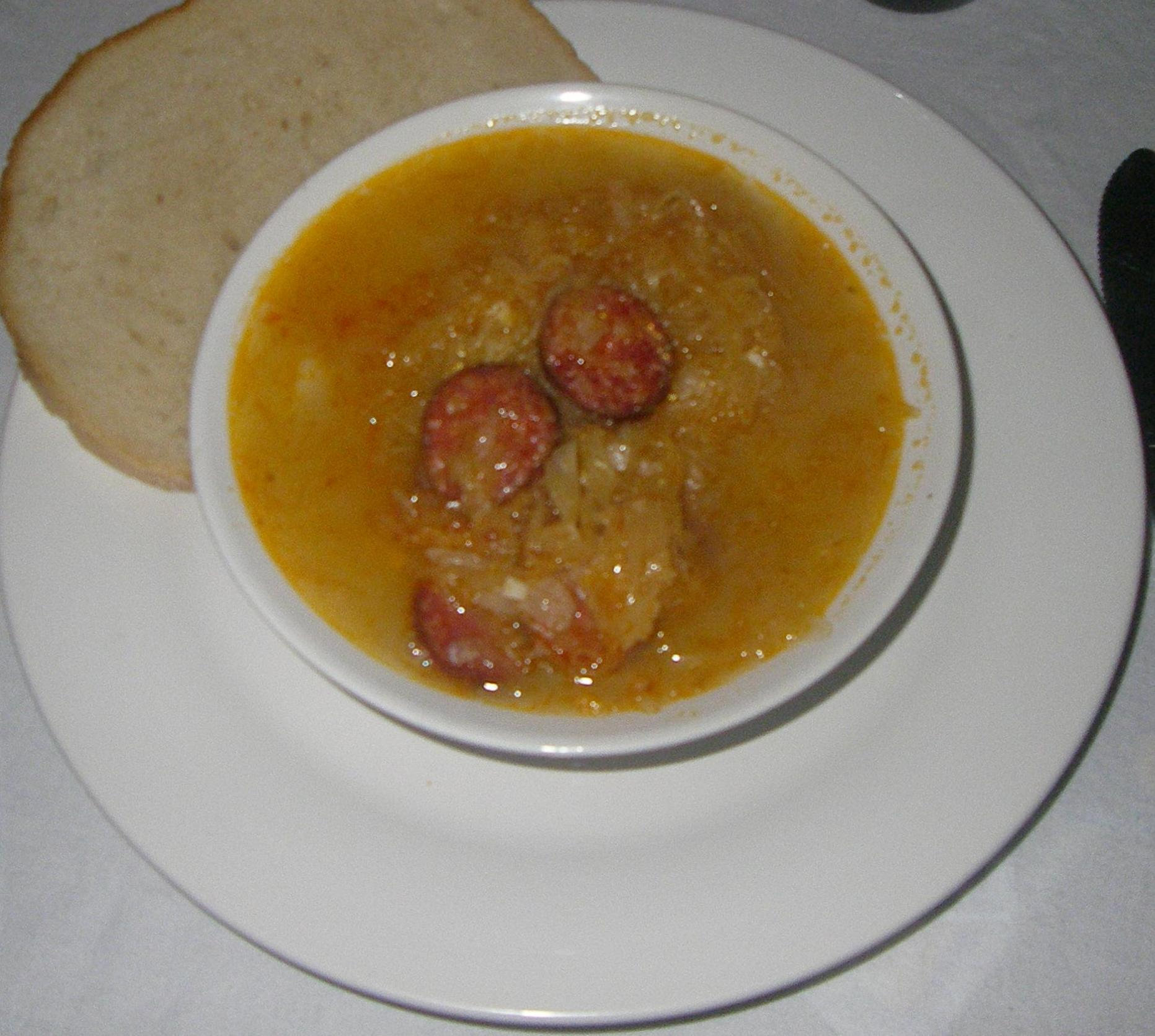
Kapustnica

### Polévky
Nejtradičnější polévkou na Slovensku je kapustnica vyrobená například z kysaného zelí, uzeného masa, sušených hub, sušených švestek, klobásy a zahuštěná trochou mouky a kysané smetany. Recepty a použité ingredience se liší nejen v jednotlivých krajích, ale občas i v sousedících vesnicích. Mezi další oblíbené polévky patří fazolová, čočková, kuřecí, hovězí nebo gulášová. Nejrozšířenějším vánočním jídlem je na Slovensku kapustnica nebo čočková polévka. Oblíbené polévky:

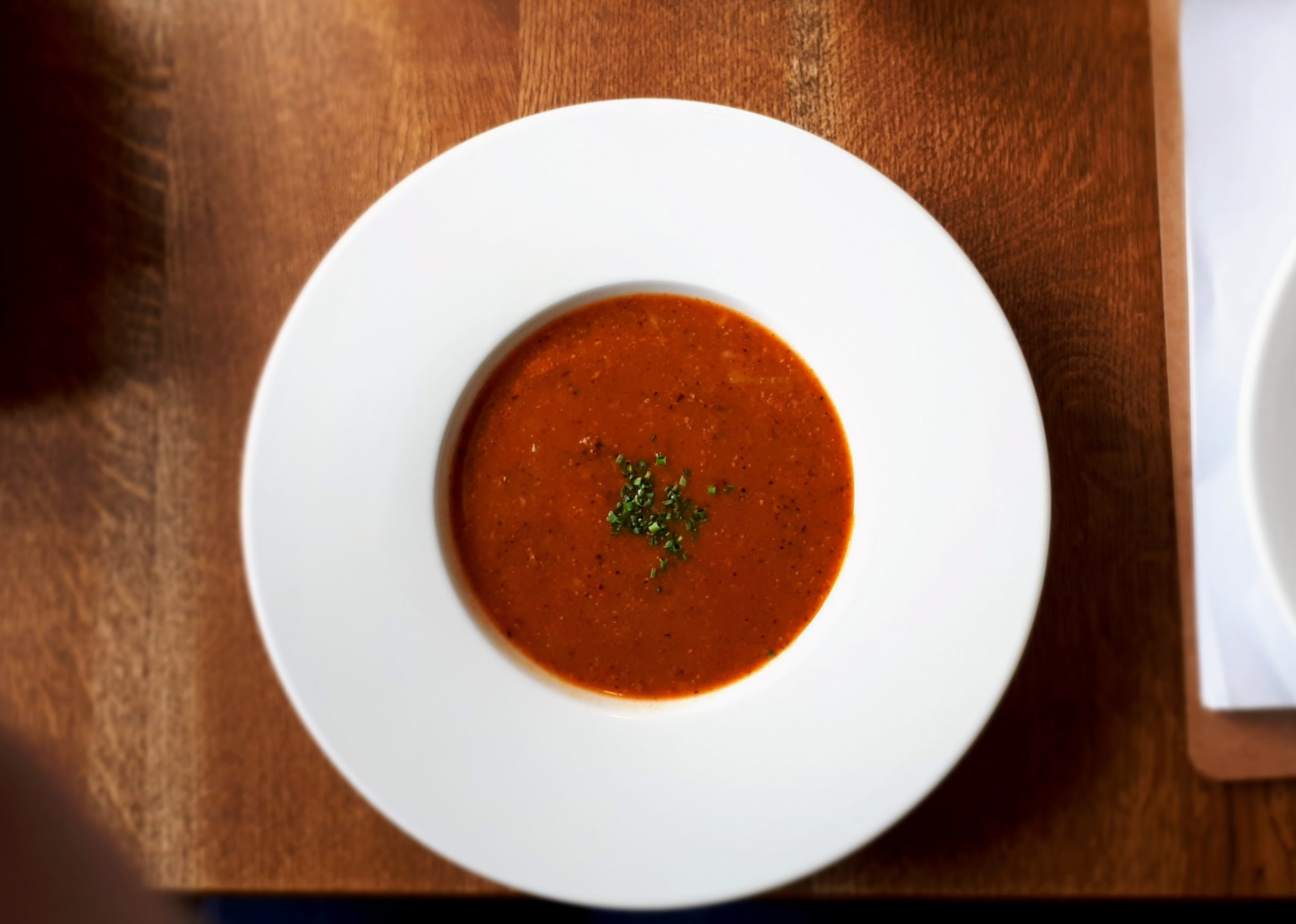
Gulášová polévka

- Kapustnica
- Fazolová polévka
- Čočková polévka
- Gulášová polévka
- Houbová na kyselo
- Houbová se zeleninou
- Demikát

### Prívarky

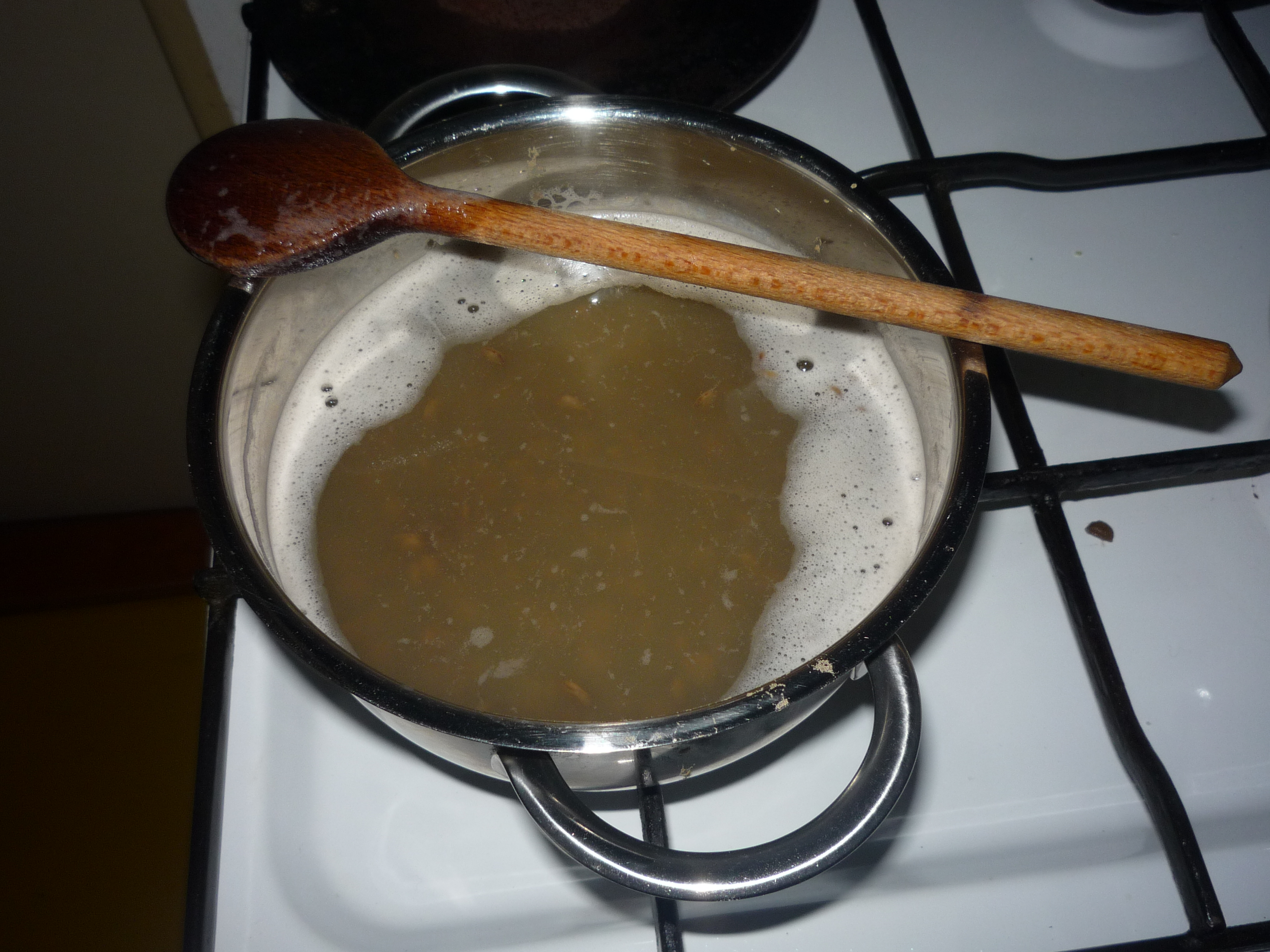
Čočkový prívarok

Oblíbenou součástí slovenské kuchyně jsou tzv. prívarky, které se dají popsat jako více zahuštěné a zredukované polévky. Přívarek může obsahovat i mléko, smetanu nebo protlak. Příklady prívarků:
- Dýňový prívarok
- Čočkový prívarok
- Fazolový prívarok
- Květákový prívarok
- Zelný prívarok
- Bramborový prívarok
- Hrachový prívarok
- Špenátový prívarok

### Hlavní jídla

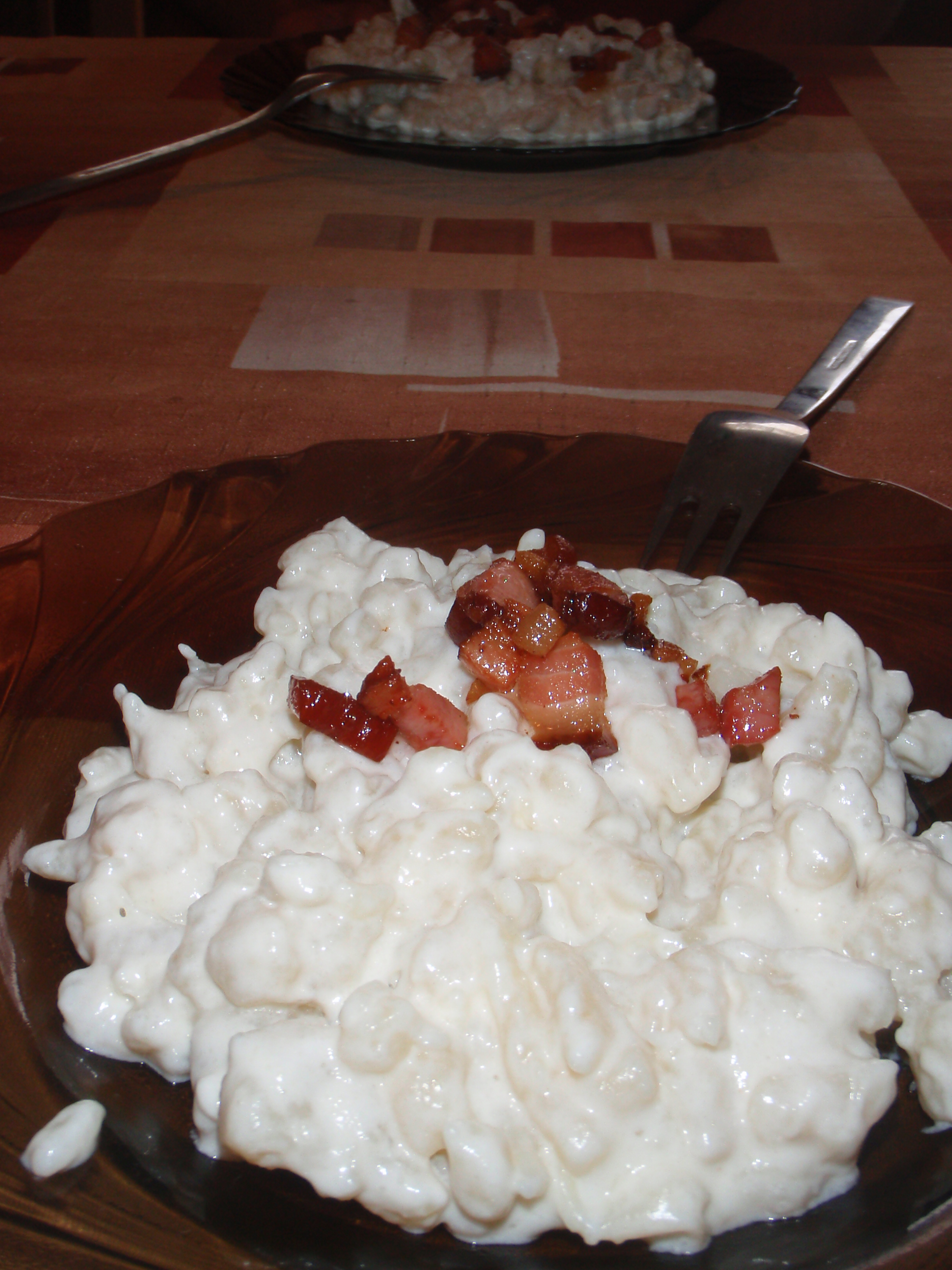
Halušky s brynzou

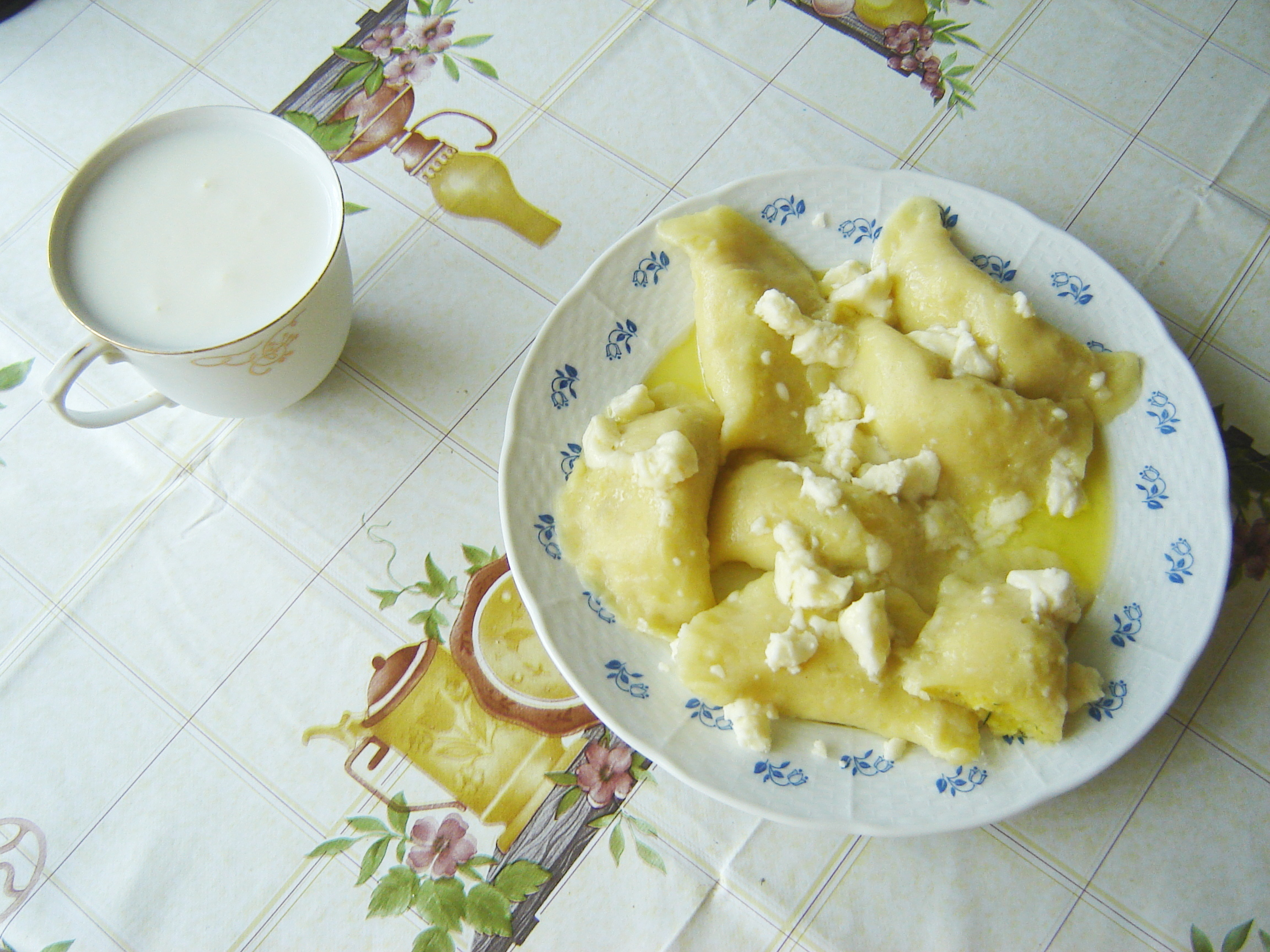
Pirohy s brynzou

Stejně jako česká, i slovenská kuchyně je mastnější a energeticky vydatnější než například italská. Často se k přípravě jídel používá vepřové sádlo nebo olej. Nejtypičtější specialitou jsou brynzové halušky se smaženou slaninou. Podobně populární jsou také strapačky - halušky s kysaným zelím a osmaženou slaninou, nebo furmanské halušky - halušky s uzeným sýrem a osmaženou slaninou či klobásou. Existují i další, regionální recepty na halušky.
Dalším klasickým zástupcem slovenské kuchyně je guláš, který se od českého liší především použitím obvykle skopového masa namísto hovězího. Na Slovensku jsou také k některým jídlům podávané bramborové i kynuté knedlíky. Mezi taková jídla patří především přílohové omáčky obvykle na bázi zeleniny, jako je houbová, rajská, apod. Oblíbeným je i smažený vepřový řízek (šnicľa, vyprážané karmenádle) nebo smažený sýr.
Mezi drůbeží dominuje kuřecí maso, ale velmi populární je také pečená husa, která se na rozdíl od Čech nepodává s knedlíky, ale spíše s lokšemi. V některých oblastech má pečení husy dlouholetou tradici a je považováno za místní specialitu (např. obec Chorvátsky Grob).
Na rozdíl od české kuchyně, na Slovensku není běžné jíst sladká jídla jako hlavní chod. Jídla jako sladké knedlíky (velice často neplněné, ale přelité ovocem) nebo šišky s mákem či strouhanými ořechy (šúlance) jsou považovány pouze za dezert.
Příklady hlavních jídel:
- Halušky
- Pirohy
- Chľustačky
- Plněné knedlíky (parené buchty)Lokše s mákem

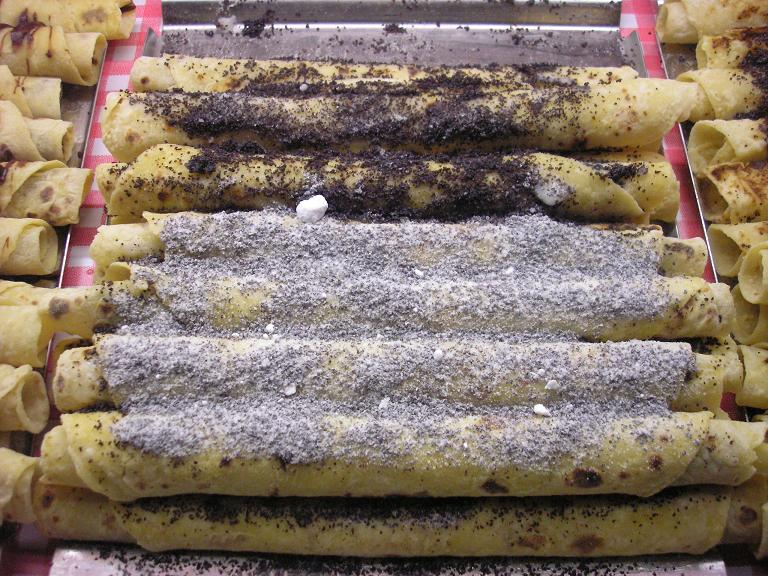
Lokše s mákem

- Bramboráky (zemiaková baba , podlizník, haruľa, podplameníky , pľacky atd)
- Žemlovka
- Lokše
- Živánska
- Huspenina
- Fučka
- Smaženice
- Houby na smetaně
- Velikonoční nádivka
- Klobásy
- Pečené prase (pro hostiny)
- Smažený sýr

### Sladká jídla

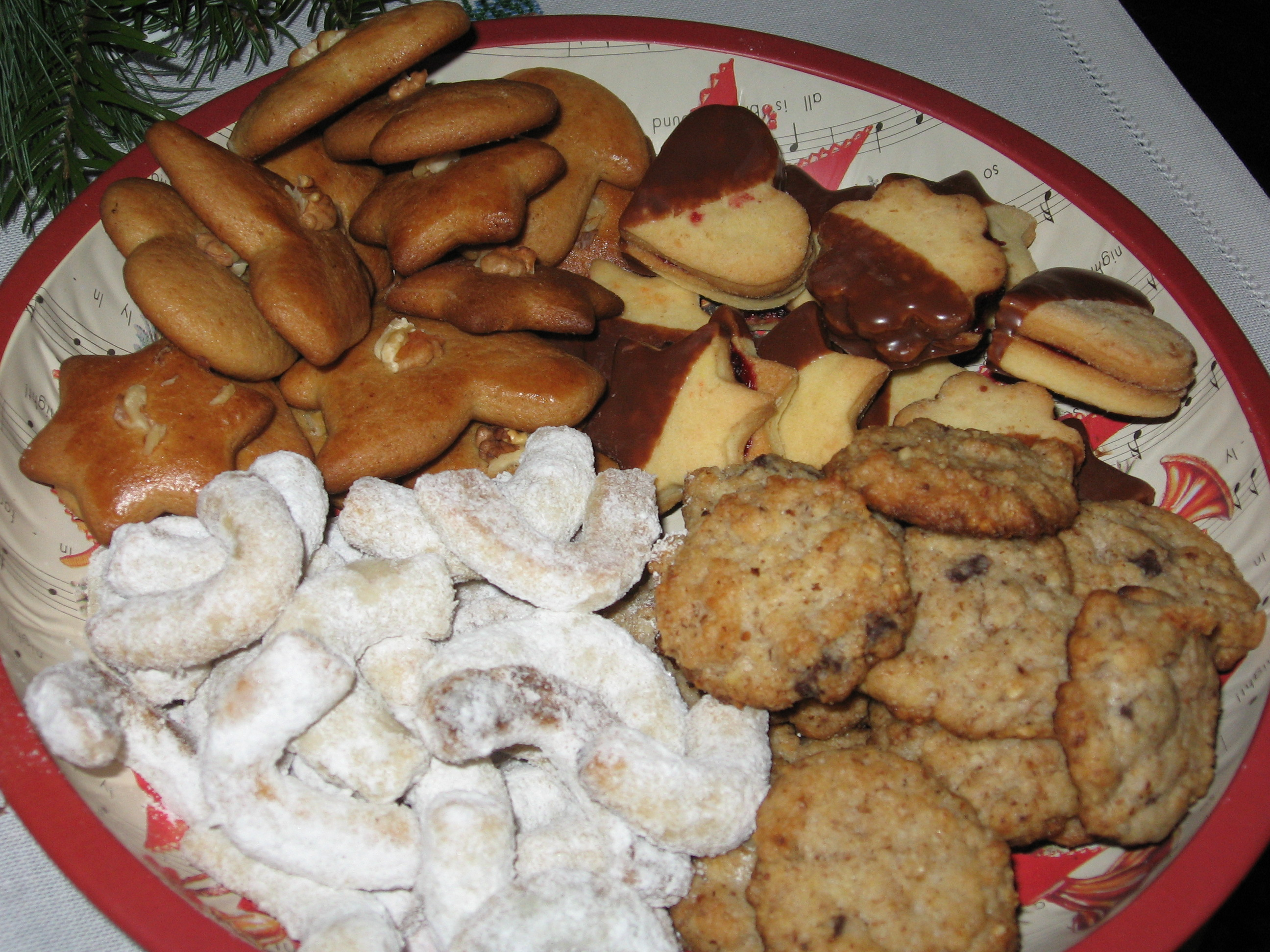
Vánoční cukroví

Pro slovenskou kuchyni jsou typické záviny, kynuté koláče a buchty, méně často bábovky. Nejtypičtější jsou štrúdl a žemlovka. Na Vánoce a Velikonoce se peče několik druhů cukroví a moučníků naráz. Kromě ovoce se při pečení často používá mák, ořechy a tvaroh. Mezi typicky slovenské slané pečivo patří posúch (někdy osúch) a slaninové pagáče.

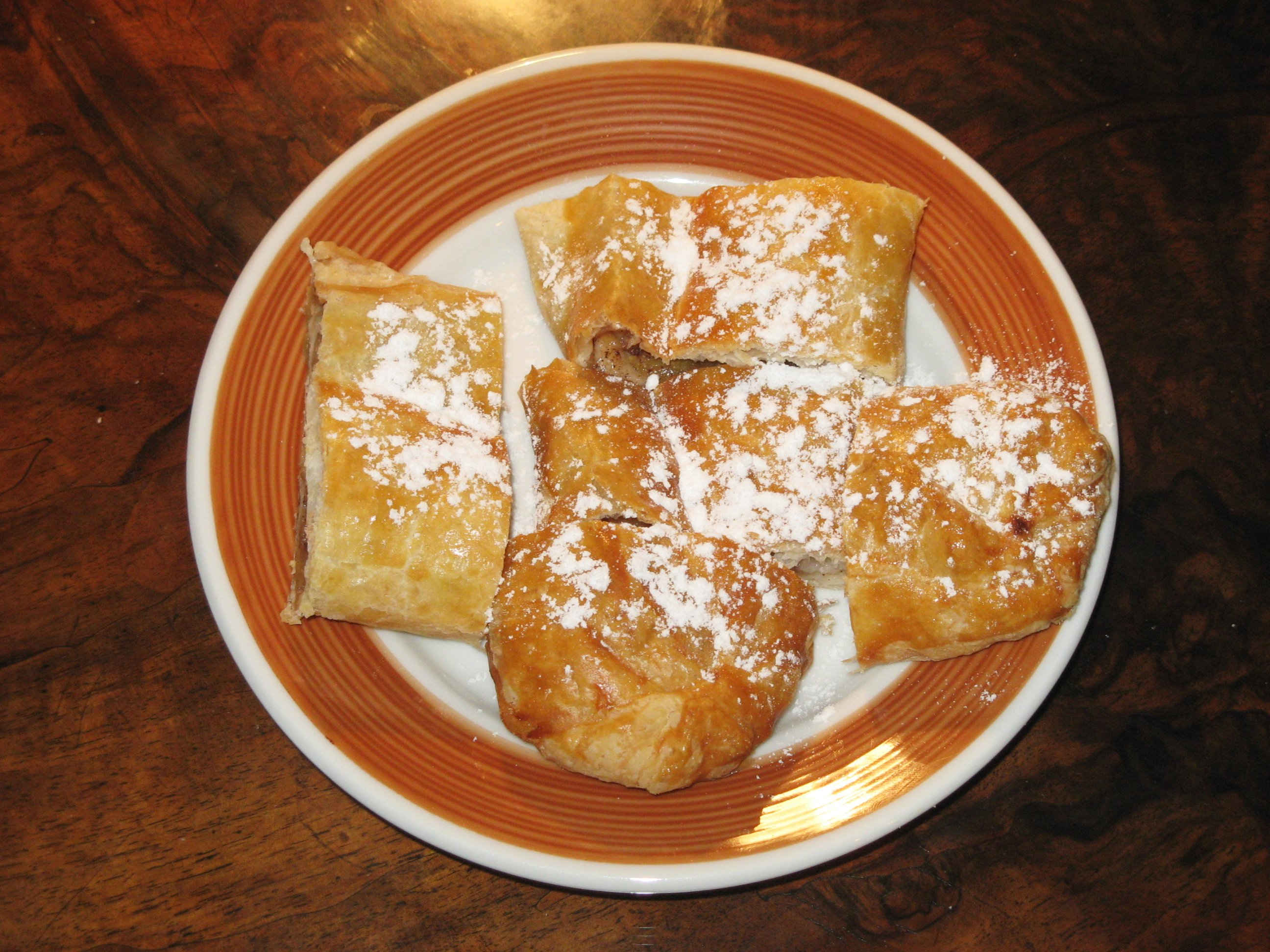
Štrúdl

Příklady pečiva:
- Ořechovník
- Makovník
- Štrúdl
- Bratislavské rožky
- Bábovka
- Skalický trdelník
- Laskonky
- Kočičí oči
- Perníčky

## Saláty

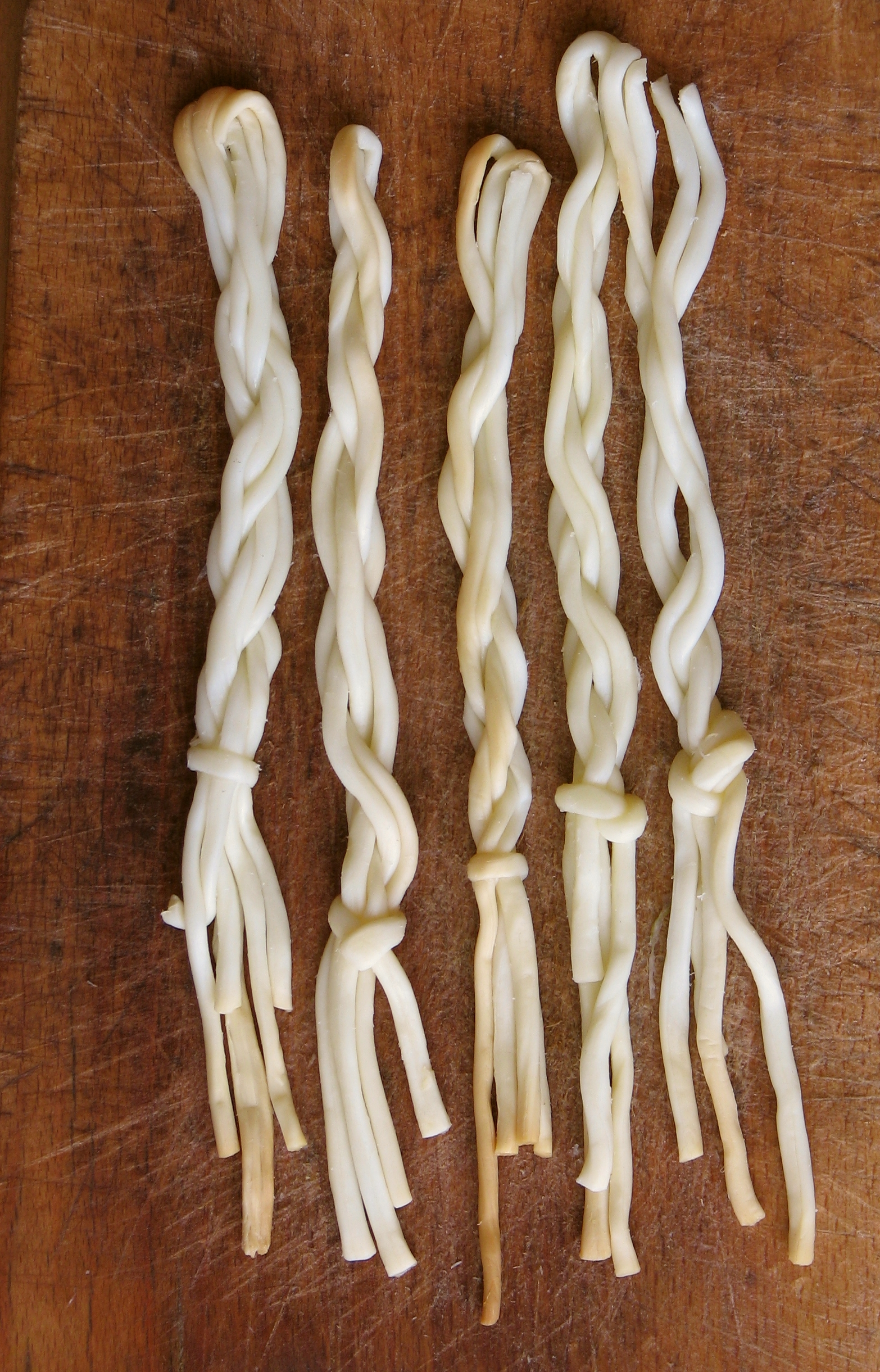
Korbáčik

Na saláty se často používá červené nebo bílé zelí. V zimních měsících bylo zvykem přidávat k jídlu kysané zelí. V současnosti se konzumuje pestrý výběr salátů evropské kuchyně. Hlávkový salát se konzumuje zalitý sladkokyselým nálevem nebo se podává s kysaným zelím a cukrem, případně posypaný červenou paprikou.

## Sýry

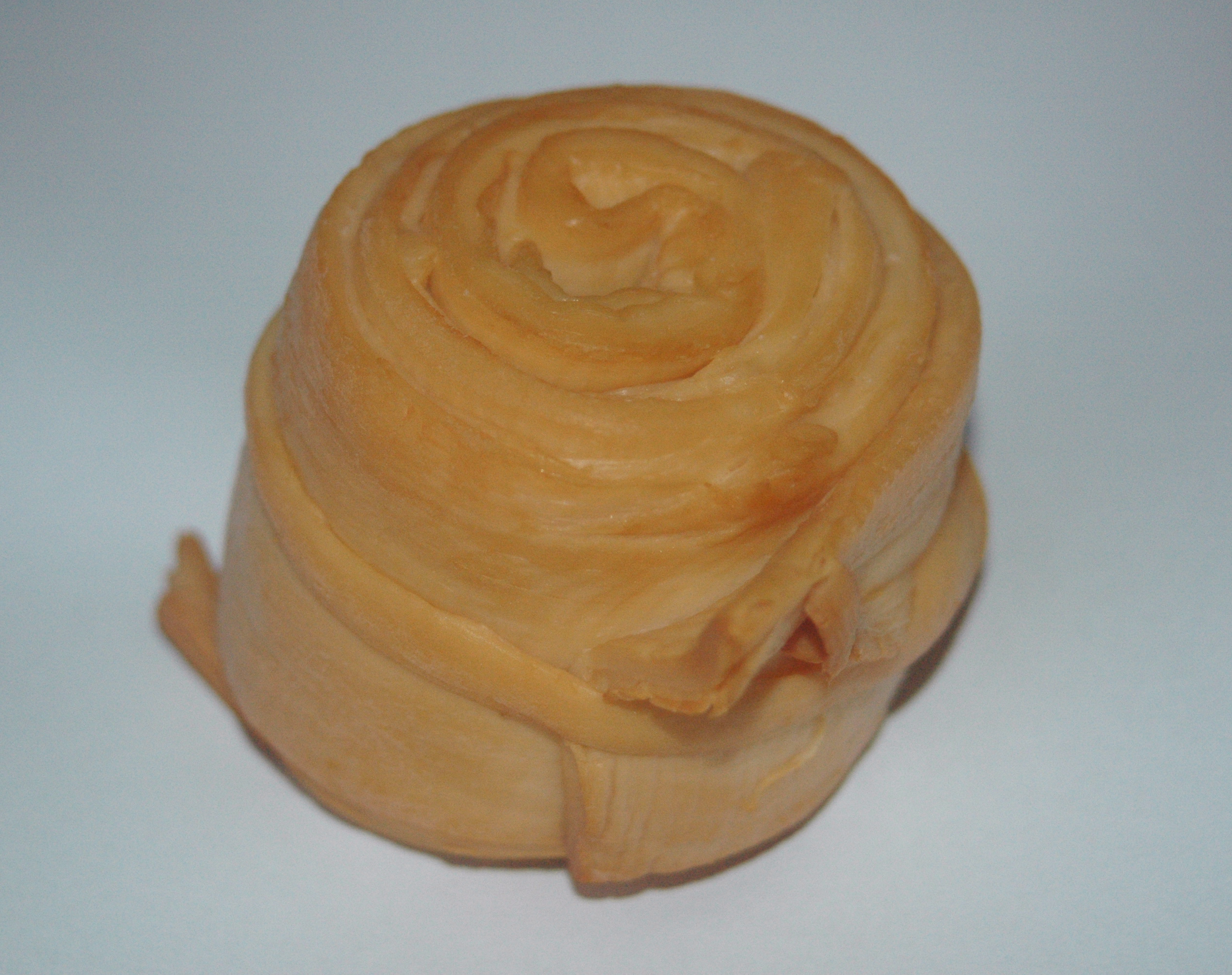
Parenica

Nejznámějšími sýry jsou bryndza, oštiepok, polooštiepok, korbáčik, parenica, koliba. Velice často se používá ovčí sýr (hrudka). Většina sýrů je k dostání v uzené i neuzené formě.
- Brynza, měkký, míšený a solený sýr vyráběný z hrudkového ovčího mléka, někdy i kravského či kozího
- Oštiepok, tradiční slovenský valašský výrobek z ovčího sýra
- Korbáčik, uzený sýr spletený do jemných copánků
- Parenica, poloměkký, nezrající, středně tučný, pařený ovčí sýr s velmi jemnou chutí. Je stočen do kruhu.

## Nápoje

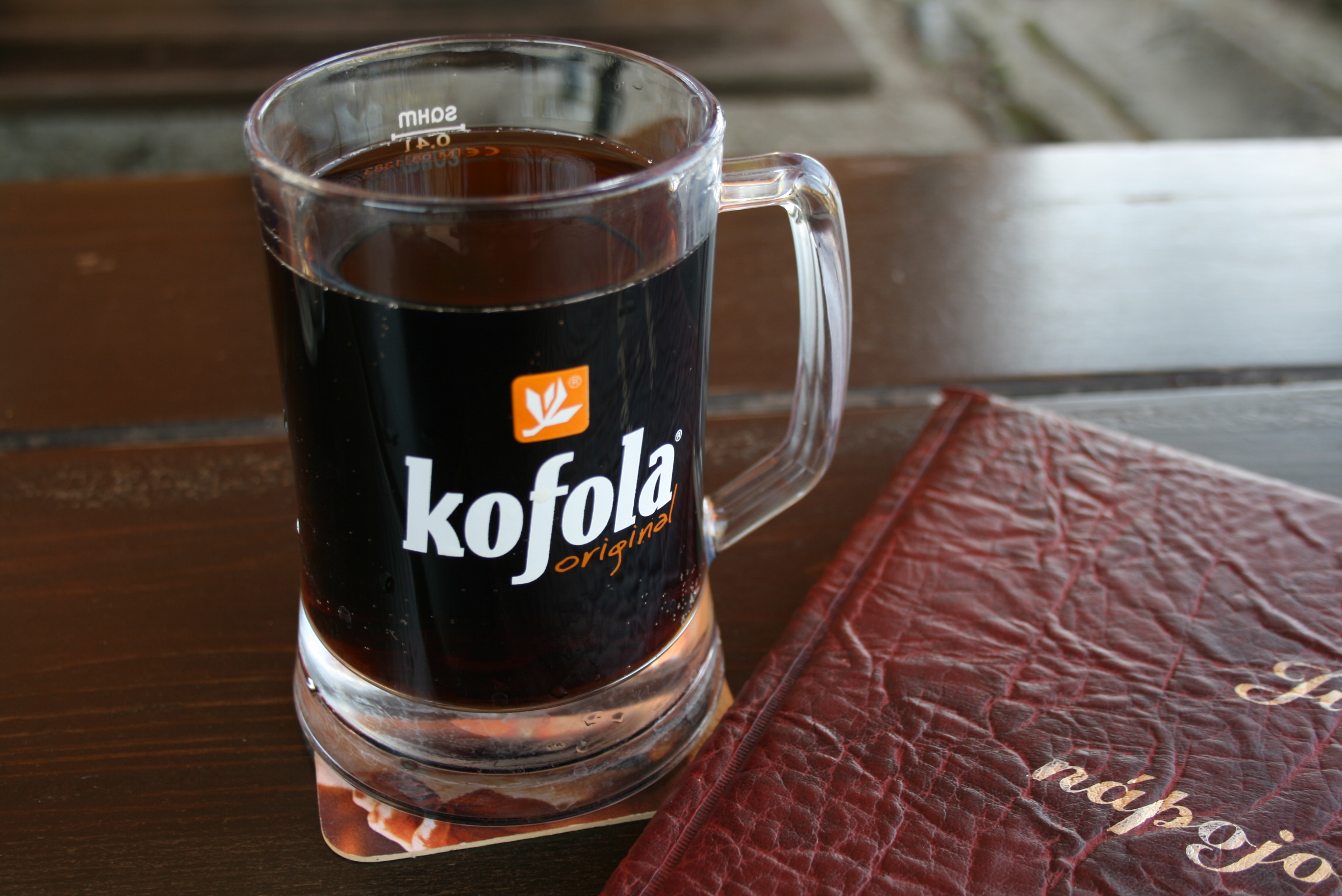
Kofola, oblíbený nápoj vyráběný na Slovensku

Mezi typické nápoje patřila žinčica vyrobená z ovčího mléka, která se často podávala k brynzovým haluškám. Z alkoholických nápojů je na Slovensku nejrozšířenějším nápojem pivo.
V regionech, kde se pěstuje vinná réva, je k jídlu podáváno víno. Populárnější bylo tradičně bílé a spíše sladké víno, ale toto se v současnosti mění a na popularitě získávají i ostatní vína. Z destilátů je nejtypičtější borovička, ale známá je i slivovice. Zvykem je na Slovensku při pozvání k jídlu přinést láhev vína nebo lihoviny. Z nealkoholických nápojů se často pije Vinea a Kofola.

## Vánoční menu

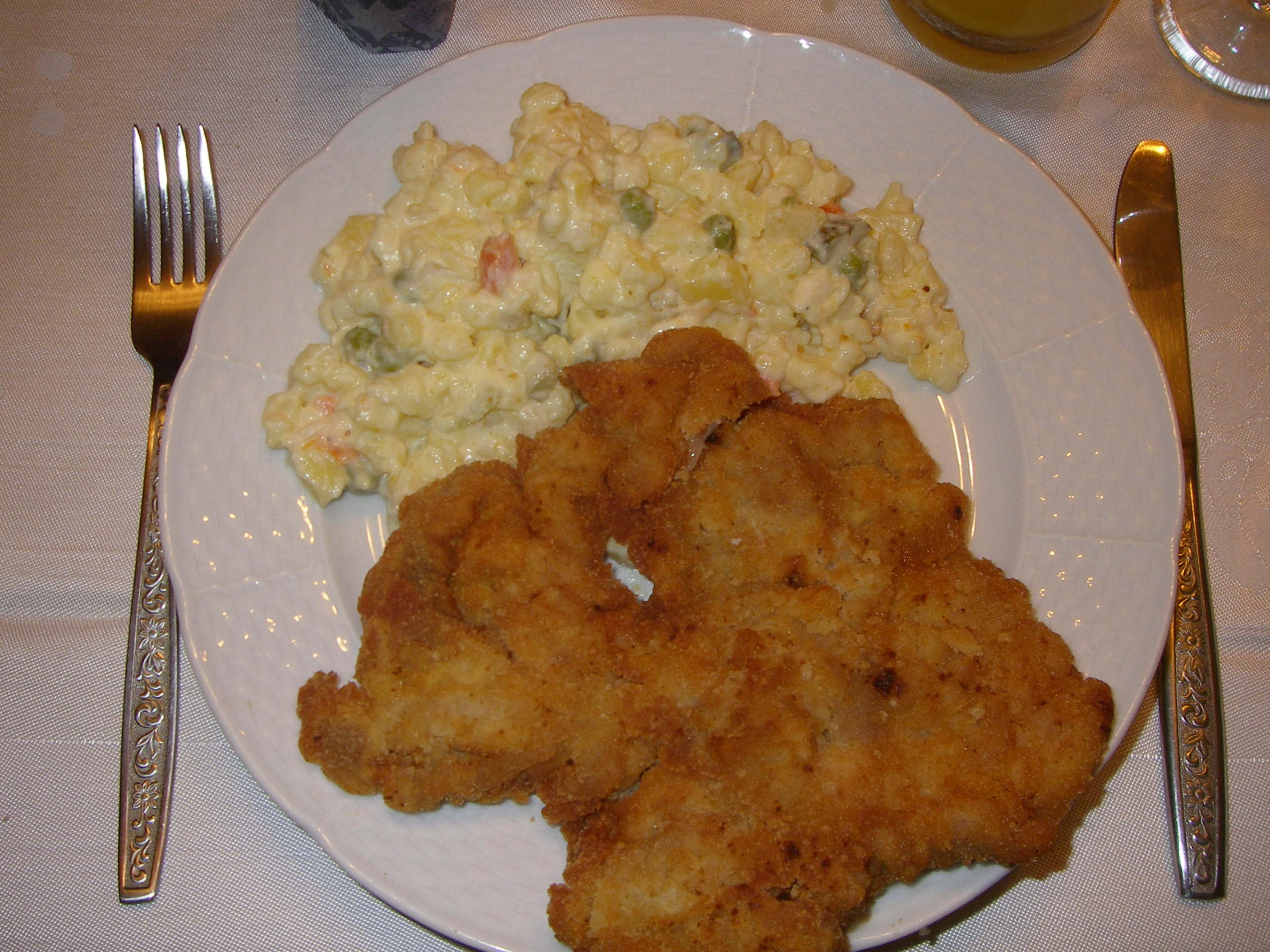
Vánoční kapr s bramborovým salátem

Na Vánoce vypadá tabule tradičně takto:
- Oplatky s medem
- Ovoce a ořechy
- Aperitiv, víno
- Kapustnica nebo rybí polévka (spíše maďarský zvyk)
- Bílé víno suché
- Smažený kapr nebo filé s bramborovým salátem (s cibulí na sladkokyselo, většinou i s majonézou)

Na východě Slovenska je místy tradiční i polévka mačanka nebo pirohy. Typickým dezertem jsou pak tzv. opekance čili bobaľky nebo oplatky s medem a česnekem.
Mezi klasické vánoční cukroví patří perníčky, vanilkové rohlíčky, ořechové tyčinky, vánočka ad.
Na vánočních trzích patří k nejběžnějším jídlům cikánská pečínka (houska plněná osmaženou cibulí, přírodním vepřovým nebo kuřecím masem a hořčicí či kečupem), lokše na slano i sladko, opékaná klobása, chleba se sádlem či škvarkovou nebo brynzovou pomazánkou, zelná polévka (kapustnica), grilovaný sýr (encián = hermelín), škvarkový pagáč, sladký závin s různými náplněmi, bramborák, atd. Pije se svařené víno nebo punč.

## Víkendová jídla

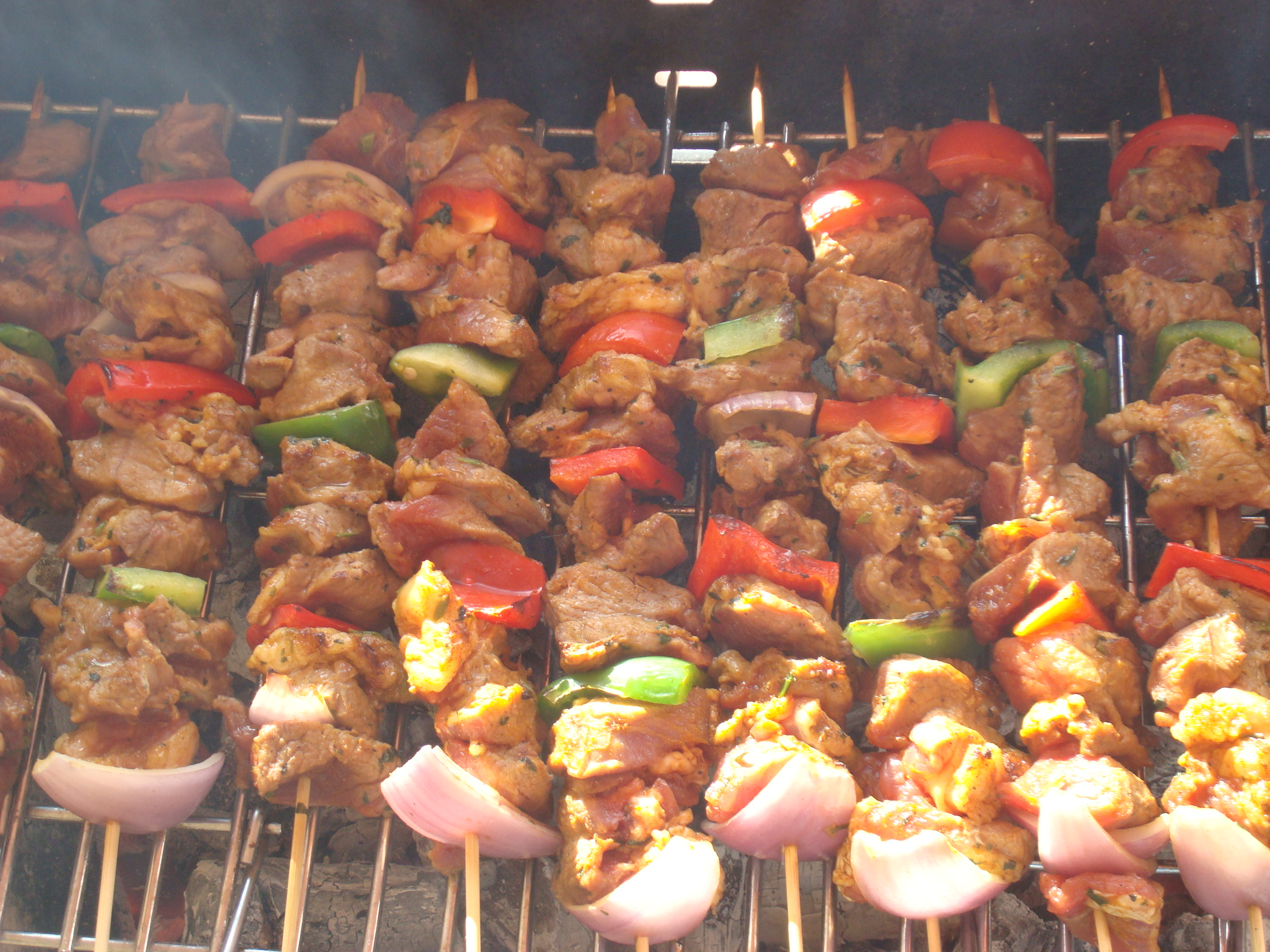
Živáňská

Mezi jednodušší chatařská a víkendová jídla patří:
- Živáňská
- Kastrolová roštěnka
- Ražniči v alobale
- Různé grilované maso a zelenina
- Jehně a sele na rožni
- Guláš

## Stravovací návyky Slováků
Slováci jsou podobně jako Češi ve stravování konzervativní. Nejraději jedí tradiční slovenská jídla při posezení doma s rodinou. Slovenská kuchyně není stejně jako česká příliš zdravá, proto je na Slovensku podobně vysoký výskyt rakoviny tlustého střeva a kardiovaskulárních onemocnění.